# Gata Ngoulou
 (décembre 2018).
Si vous disposez d'ouvrages ou d'articles de référence ou si vous connaissez des sites web de qualité traitant du thème abordé ici, merci de compléter l'article en donnant les références utiles à sa vérifiabilité et en les liant à la section « Notes et références ».
Gata Ngoulou, né le 12 décembre 1950 à Kyabé dans le Moyen-Chari et mort le 1er novembre 2015, est un homme politique tchadien.

## Biographie

### Formation
Il est diplômé de l'École nationale de la statistique et de l'administration économique en 1976 et titulaire d'un Diplôme d'études approfondies en économie du développement de l'Université Panthéon-Sorbonne la même année.

### Carrière Politique
Il est de 1977 à 1978 directeur adjoint du Plan, de la Statistique, des Etudes Economiques et Démographiques avant d'être promu directeur en 1978. Il est enseignant de l'Université de Ndjamena de 1977 à 1979 et proviseur du Lycée technique commercial de Sarh de 1979 à 1980. Directeur général du Ministère du Plan et la Reconstruction en 1981, il est ensuite directeur et conseiller du Ministre du Plan en 1983. Il est le premier secrétaire général de la Banque des États de l'Afrique centrale de 1988 à 2008.
Il est de septembre 2008 à août 2011 Ministre des Finances et du Budget de la République du Tchad. Directeur de Cabinet Civil à la Présidence de la République du Tchad le 19 avril 2011, il est aussi Ministre à la Présidence chargé des Infrastructures et des Equipements du 10 avril 2012 au 2 septembre 2012. 
Un remaniement le confirme le 25 janvier 2013 comme Ministre des Infrastructures et des Equipements, puis comme Ministre des Infrastructures et des Equipements Publics le 17 février 2013. Il est nommé le 24 avril 2013, Ministre de l'Urbanisme, de l’habitat, des Affaires Foncières et des Domaines. 
À la suite d'un nouveau remaniement en avril 2014, il est nommé Ministre de l'Aménagement du Territoire, de l'Urbanisme et de l'Habitat jusqu'à sa mort le 1er novembre 2015 dans un accident de la route sur l'axe N'Djamena-Bongor.